# آندره‌آ بالدینی
آندره‌آ بالدینی (ایتالیایی: Andrea Baldini؛ زادهٔ ۱۹ دسامبر ۱۹۸۵) شمشیرباز اهل ایتالیا است.